# حصن الغبی
 قلعه غبی  (به عربی: حصن الغبی) 
این قلعه به نام  بیت الدک  تاریخی نیز نامیده می‌شده‌است. دارای چند برج نگهبانی است. قلعه مذکور در شهرستان عبری از توابع استان ظاهره است. این دژ به جانب دژ عبری و دژ العرافی سومین 
دژهای تاریخی منطقهٔ ظاهره در کشور پادشاهی عمان است، ویکی از (نقاط دیدنی سلطنت عمان) به شمار می‌آید.  بیت الدک  توسط الإمام سلطان بن سیف الیعربی بنیادگذاری شده‌است. 